# Ectasià
L'Ectasià és el segon període geològic de l'era Mesoproterozoica, i durà entre fa 1.400 i 1.200 milions d'anys. Aquestes dates no estan basades en l'estratigrafia sinó cronològicament.
El nom deriva de l'ètim grec ectăsis ('extensió') i ve donat per l'expansió dels sediments volcànics que cobreixen els cratons ('cobertures') durant aquest període.
En la formació Hunting del Canadà, s'hi han trobat restes del rodòfit Bangiomorpha pubescens, de fa aproximadament 1.200 milions d'anys. Es tracta de l'organisme de reproducció sexual més antic conegut i, per tant, l'organisme multicel·lular complex més antic conegut.